# Essex (Schiff, 1904)
Die HMS Essex war einer von zehn Panzerkreuzern der Monmouth-Klasse, die im ersten Jahrzehnt des 20. Jahrhunderts für die Royal Navy gebaut wurden.

## Geschichte
Das nach der englischen Grafschaft Essex benannte Schiff wurde am 2. Januar 1900 in der Pembroke-Marinewerft in Wales auf Kiel gelegt und am 29. August 1901 von Mrs. Charles Barlow, der Ehefrau des Werftleiters, getauft. Da das Trockendock in Pembroke nicht groß genug war, um die Essex aufzunehmen, wurde sie Ende 1902 zur weiteren Ausrüstung nach Devonport geschickt, wo ihre Torpedorohre hergestellt wurden. Das Schiff wurde am 22. März 1904 fertiggestellt und zunächst dem 2. Kreuzergeschwader der Kanalflotte zugeteilt. Die Essex wurde im März 1906 in die Reserve versetzt und im Juli durch eine Explosion eines 15,2-cm-Geschützes beschädigt. Im September 1909 wurde sie wieder in Dienst gestellt und dem 4. Kreuzergeschwader der North America and West Indies Station zugeteilt. Im Jahr 1912 wurde sie zur Home Fleet Training Squadron versetzt und im folgenden Jahr umgerüstet. Im Januar 1914 schloss sich die Essex unter dem Kommando von Commander Hugh Tweedie dem 4. Kreuzergeschwader an.

### Mexiko
Nach Besuchen auf Madeira und Jamaika traf das Schiff am 9. Februar in Veracruz ein, wo sie ihr Schwesterschiff Suffolk bei der Aufgabe, die britischen Interessen während der mexikanischen Revolution zu schützen, ablösen sollte. Zwei Wochen später besuchte sie Galveston, Texas, bevor sie nach Tampico, Mexiko, fuhr, wo sie am 11. März eintraf. Die Essex verbrachte dort nur einige Tage, bevor sie am 13. März nach Veracruz zurückkehrte. Während des Tampico-Zwischenfalls befand sie sich erneut vor Ort. Dabei wurden während der Kämpfe zwischen US-Soldaten und Mexikanern ein Mann an Bord der Essex durch Querschläger verletzt. Am 5. und 6. Mai. wurde die Essex von Konteradmiral Christopher Cradock inspiziert, setzte am 10. Mai erneut Kurs Richtung Tampico und verließ am 14. Mai die mexikanischen Gewässer. Einen Monat später besuchte das Schiff Quebec, wo es am 16. Juni vom kanadischen Minister für Marine und Fischerei inspiziert wurde. Im darauffolgenden Monat beförderte die Essex den Generalgouverneur von Kanada, Prince Arthur, Duke of Connaught and Strathearn, nach Neufundland und Labrador, bevor sie am 20. Juli nach Quebec zurückkehrte.

### Erster Weltkrieg
Als Cradock am 27. Juli eine vorausgehende Warnung vor einem Krieg mit Deutschland erhielt, befahl er der Essex, sich ihrer Schwester der Lancaster auf den Bermudas anzuschließen, die sie drei Tage später erreichte. Das Schiff sollte im Norden und Nordwesten patrouillieren, um die britische Schiffe zu schützen und alle deutschen Hilfskreuzer zu vernichten. Da die Deutschen ihre Anstrengungen auf die Karibik zu konzentrieren schienen, beorderte Cradock die Essex Anfang September nach Süden, um seine Kräfte dort zu verstärken. Am 7. September kaperte sie das Versorgungsschiff Bethania für das zum Hilfskreuzer umgerüstete Passagierschiff Kaiser Wilhelm der Große, das sich auf dem Weg von Halifax nach Jamaika befand. Bis Ende Februar 1915 patrouillierte sie auf den Seewegen von der Karibik bis zur Küste von Kanada, wo sie zuletzt einen Truppenkonvoi von Halifax nach Queenstown in Irland eskortierte und anschließend nach Barrow-in-Furness fuhr, wo sie bis zum 29. April umgerüstet wurde. Nach Abschluss der Umbauarbeiten wurde sie im Juni dem 7. Kreuzergeschwader der Grand Fleet  zugeteilt und verbrachte die nächsten Wochen in Avonmouth und Scapa Flow, bevor sie im November Teil der Cruiser Force I wurde. Ab dem 8. Juni begann sie mit Patrouillenfahrten im Gebiet zwischen den Azoren, Madeira, den Kapverdischen Inseln und Gibraltar. Am 4. September hisste Konteradmiral Archibald Moore, Befehlshaber des 9. Kreuzergeschwaders, seine Kommandoflagge an Bord des Schiffes und holte sie am 29. September wieder ein. Vom 1. Oktober bis zum 26. Oktober wurden in Gibraltar Instandsetzungsarbeiten ausgeführt. Nach deren Abschluss nahm die Essex ihre Patrouillenfahrten im Mittelatlantik wieder auf. Am 3. Mai 1916 konnte sie das deutsche Handelsschiff Telde aufbringen. Das Schiff setzte seine Patrouillenfahrten bis zum 17. August fort. Danach begab es sich nach Devonport, wo die Essex einige Tage später ausgemustert wurde.
Später im Jahr wurde sie wieder in Dienst gestellt und diente als Depotschiff in Devonport. Von April 1918 bis Oktober 1919 war sie mit kurzer Unterbrechung Unterkunftsschiff, bis sie erneut ausgemustert und am 8. November 1921 nach Deutschland zum Abwracken verkauft wurde.

## Technik
Die Schiffe der Monmouth-Klasse sollten britische Handelsschiffe vor geschützten Kreuzern wie der französischen Guichen, Châteaurenault oder Panzerkreuzern der Dupleix-Klasse sichern. Die Essex hatte eine Gesamtlänge von 141,30 m, eine Breite von 20,10 m und einen Tiefgang von 7,60 m. Sie hatte eine Verdrängung von 9957 t.

### Antrieb
Die Essex war mit zwei 4-Zylinder-Dreifachexpansions-Dampfmaschinen ausgestattet, die jeweils eine Welle drehten und eine Leistung von insgesamt 22.000 PS (16.000 kW) entwickelten, mit der das Schiff eine Höchstgeschwindigkeit von 23 Knoten (43 km/h;) erreichen sollte. Der Dampf wurde von 31 Belleville-Kesseln geliefert. Sie konnte maximal 1.600 t Kohle transportieren und hatte eine Besatzung von 678 Mannschaften und Offizieren.

### Bewaffnung
Die Hauptbewaffnung der Essex bestand aus vierzehn 15,2-cm-Kanonen. Vier dieser Kanonen waren in zwei Doppeltürmen montiert, je einer vorn und achtern auf den Aufbauten, die anderen waren in Kasematten mittschiffs untergebracht. Sechs dieser Geschütze waren auf dem Hauptdeck montiert und nur bei ruhigem Wetter einsatzfähig. Zehn 7-6-cm-Geschütze wurden zur Abwehr von Torpedobooten eingebaut. Die Essex verfügte außerdem über drei 4,7-cm-Hotchkiss-Geschütze und zwei im Rumpf eingelassene 45,0-cm-Torpedorohre. Ab 1915 wurden die 152,2-cm-Geschütze auf das Oberdeck verlegt und mit Geschützschilden versehen. Ihre Kasematten wurden überpanzert, um das Seeverhalten zu verbessern. Die durch die Verlegung verdrängten 7,6-cm-Geschütze wurden an anderer Stelle wieder aufgestellt. Irgendwann während des Krieges wurde auf dem Oberdeck ein Paar Dreipfünder-Flugabwehrkanonen installiert.

### Panzerung
Der Panzergürtel des Schiffes an der Wasserlinie war mittschiffs 102 mm dick und verjüngte sich am Bug auf 51 mm. Die Panzerung der Geschütztürme, ihrer Barbetten und der Querschotten hatte eine Stärke von 127 mm. Das Kasemattendeck war mit 51 bis 102 mm geschützt. Die Schutzpanzerung des Decks reichte von 19 mm bis 51 mm und der Kommandoturm war durch 254 mm Panzerung geschützt.